# Juha Pitkämäki
Juha Pitkämäki, född 4 december 1979 i Tammerfors, är en finländsk professionell ishockeymålvakt som spelar för den danska klubben AaB.
Pitkämäki har tidigare spelat för Ilves, JYP och HIFK i SM-liiga. I Sverige har han spelat för Mora IK och Timrå IK i Elitserien.

## Klubbar
- Ilves 1997–2002, 2003–2006, 2009–10
- JYP 2002–03
- Mora IK 2006–2008
- HIFK 2008–09
- Timrå IK 2010–11
- AaB 2011–